# Bartlettia
Bartlettia é um género botânico pertencente à família Asteraceae.